# Гонтье, Джин
Джин Гонтье́ (англ. Gene Gauntier; 17 мая 1885, Канзас-Сити, Миссури — 18 декабря 1966, Куэрнавака) — американская киноактриса и киносценаристка, менее известна как актриса театра, кинорежиссёр, кинопродюсер и писательница.

## Биография
Женевьева Гонтье Лиггетт (полное имя актрисы) родилась 26 августа 1885 года в городе Канзас-Сити (штат Миссури, США), выросла в городке Уэллсвилл в том же штате. Отца звали Джеймс Уэсли, мать — Ада Дж. Гонтье Лиггетт. Старший брат — Ричард Грин Лиггетт, младшая сестра — Маргарита Гонтье Лиггетт (известна тем, что вышла замуж за шведского миллиардера Акселя Веннер-Грена и стала оперной певицей).
В 1904 году девушка впервые появилась на театральных подмостках Канзас-Сити, затем переехала в Нью-Йорк, где взяла себе сценический псевдоним Джин Гонтье. Когда её финансовое положение ухудшилось, она решила обратить свой взгляд на кинематограф, хотя в то время артистам театра считалось зазорным сниматься в этом новомодном явлении. В 1906 году она исполнила эпизодическую роль девушки, сброшенной в реку, в фильме «Казначей». На этих съёмках она познакомилась с известными кинематографистами Сиднеем Олкоттом и Фрэнком Мэрионом, с которыми осталась дружна на всю жизнь. В итоге Гонтье осталась в кинематографе, заключив контракт с киностудией Kalem, а с 1907 года также начала писать сценарии к фильмам. Она написала сценарии к первой в мире экранизации «Приключений Тома Сойера» (1907) и «Бен-Гура» (1907) — последний стал её дебютной сценарной работой. В декабре 1912 года она разочаровалась в этой студии и ушла из неё, основав собственную, Gene Gauntier Feature Players. Сиднея Олкотта она взяла в компанию продюсером, но в начале 1914 года он покинул её и основал собственную — Sid Olcott International Features. Gene Gauntier Feature Players разорилась в 1915 году. На этом кинокарьера Гонтье была окончена, лишь в 1920 году она последний раз сыграла в полнометражной ленте «Золото ведьмы». В 1924 году в интервью журналу Photoplay она сказала: «Я была измотана и потеряла энтузиазм, без которого мы, конечно, не можем прогрессировать. Моя работа над картинами была слишком трудной, мои силы иссякли, и это стало тяжёлым трудом, особенно новый способ их создания […] После того, как я освоила всё, что изучила, я не смогла работать в новых условиях. Семейная трагедия стала завершающим штрихом, и я была рада уйти, пока у меня ещё оставались приятные воспоминания о старых добрых временах».
Покинув кино, работала кинокритиком в газете Kansas City Journal-Post. В 1919 году уплыла в Европу к сестре, где прожила несколько лет. Там она написала автобиографию «Прокладывая путь» (опубликована частями в 1928—1929 годах в журнале Woman's Home Companion, рукопись выставлена в Музее современного искусства в Нью-Йорке), а также повести «Спортивная леди» (1929) и «Капуста и арлекины» (1933).
В 1942 году она вместе с сестрой и её мужем переехала на жительство в мексиканский город Куэрнавака (Акселя Веннер-Грена обвинили в связях с нацистами, поэтому ему был закрыт въезд в США, Великобританию и её колонии).
Джин Гонтье скончалась там же 18 декабря 1966 года. Её тело было кремировано, а прах передан на хранение сестре. В 1973 году была захоронена вместе с сестрой и её мужем на территории замка Häringe в Швеции.

### Личная жизнь
В 1912 году Гонтье вышла замуж за режиссёра и актёра Джека Кларка. Спустя шесть лет последовал развод, детей у пары не было. Больше актриса официально замужем не была.

## Избранная фильмография
С 1906 по 1915 год Гонтье снялась в 110 фильмах, 106 из которых были короткометражными, в 1920 году также сыграла в полнометражной ленте «Золото ведьмы». С 1907 по 1915 год выступила сценаристкой к 76 картинам, 69 из которых были короткометражными (некоторые источники утверждают, что их было более трёхсот, сама Гонтье заявляла о пятистах лентах). В 1909 и 1911 годах дважды выступила как режиссёр, в 1914 году — дважды как продюсер.
Примечание: Все указанные ниже фильмы являются короткометражными, если не стоит пометка «п/м».
| - 1908 — Алая буква / The Scarlet Letter — Эстер Принн - 1908 — Укрощение строптивой / The Taming of the Shrew — гостья на свадьбе - 1910 — Парень из старой Ирландии / The Lad from Old Ireland — Эйлин - 1911 — Рори О’Мор / Rory O’More — Кэтлин - 1911 — Коллин Баун / The Colleen Bawn — Эйли О’Коннор (Коллин Баун) - 1911 — Арра-на-Пог / Arrah-na-Pogue — Арра Милиш - 1911 — Запутанные жизни / Tangled Lives — Лайза Марш - 1912 — Его мать / His Mother — мисс Фостер, дочь банкира - 1912 — Ты помнишь Эллен / You Remember Ellen — Эллен, гордость деревни - 1912 — Арабская трагедия / An Arabian Tragedy — Лукаша / 1-я жена Аюба - 1912 — От яслей до креста, или Иисус из Назарета / From the Manger to the Cross — Мария (п/м) - 1914 — Ради Ирландии / For Ireland’s Sake — Эйлин Донахью - 1914 — Возвращение в Эрин / Come Back to Erin — Пегги О’Мэлли | - 1907 — Бен-Гур / Ben Hur - 1908 — Алая буква / The Scarlet Letter - 1910 — Парень из старой Ирландии / The Lad from Old Ireland - 1911 — Рори О’Мор / Rory O’More - 1911 — Коллин Баун / The Colleen Bawn - 1911 — Арра-на-Пог / Arrah-na-Pogue - 1911 — Запутанные жизни / Tangled Lives - 1912 — Его мать / His Mother - 1912 — Ты помнишь Эллен / You Remember Ellen - 1912 — Арабская трагедия / An Arabian Tragedy - 1912 — От яслей до креста, или Иисус из Назарета / From the Manger to the Cross (п/м) - 1911 — Коллин Баун / The Colleen Bawn — режиссёр - 1914 — Ради Ирландии / For Ireland’s Sake — продюсер - 1914 — Возвращение в Эрин / Come Back to Erin — продюсер |

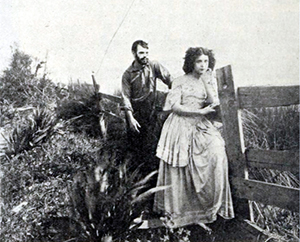
В фильме «Запутанные жизни»[англ.] (1911)
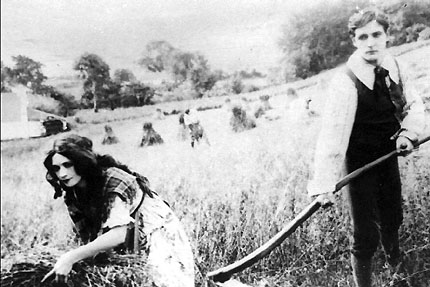
С Джеком Кларком[англ.] в фильме «Ты помнишь Эллен[англ.]» (1912)
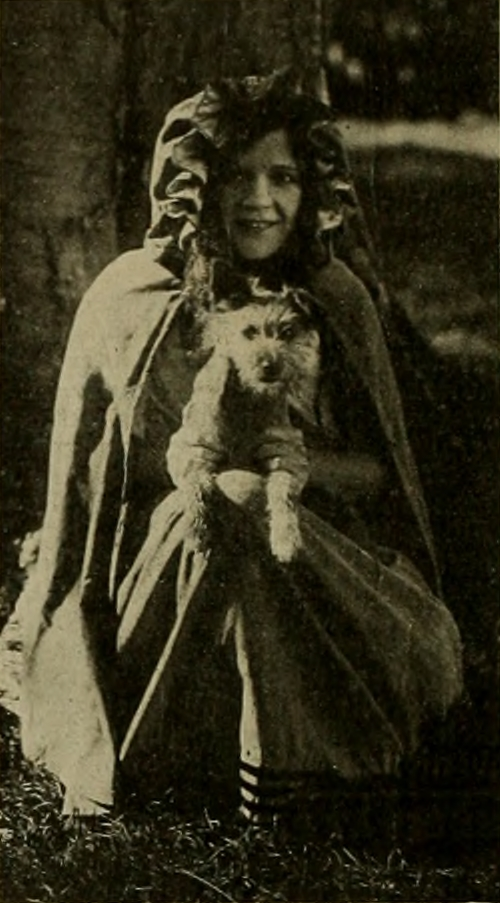
Со своим ирландским терьером Пэтси О’Салливан, 1913 г.
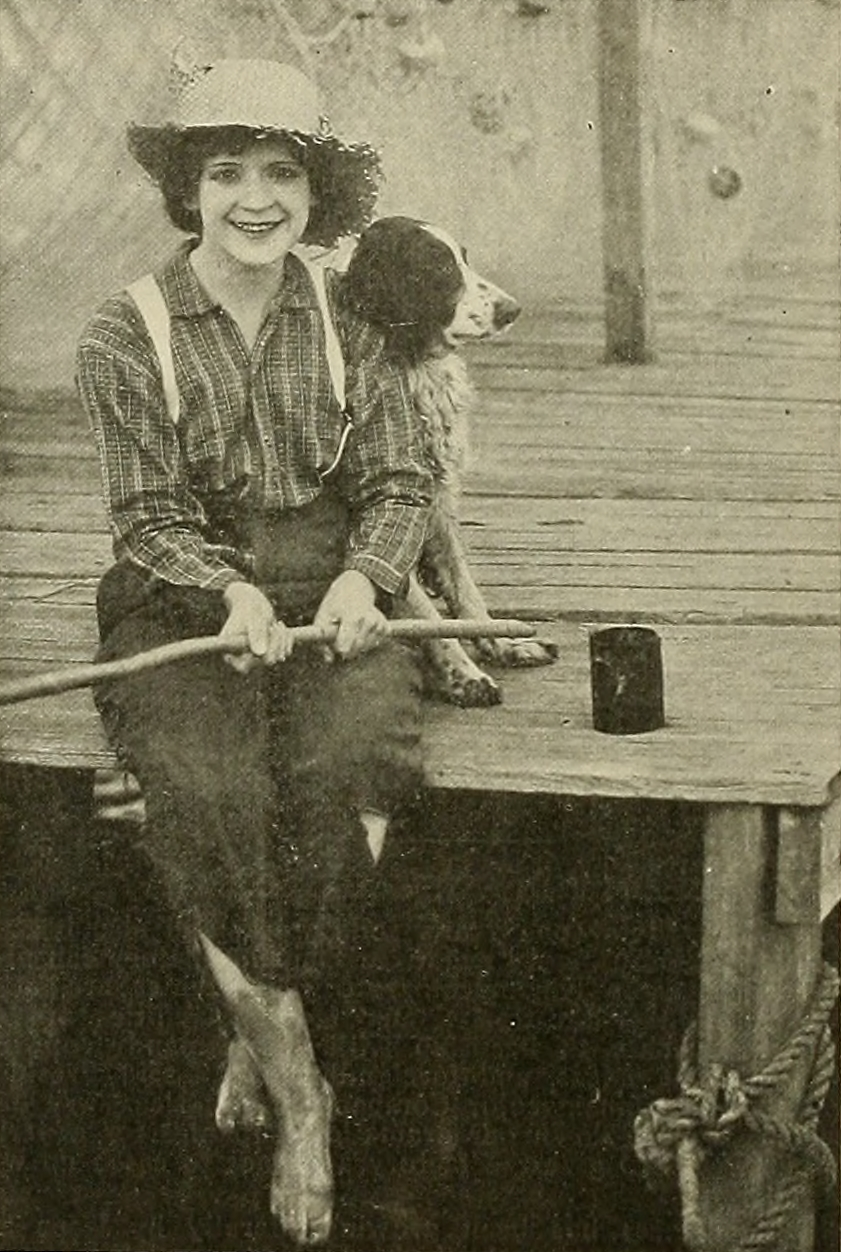
В фильме «На линии огня» (1913)
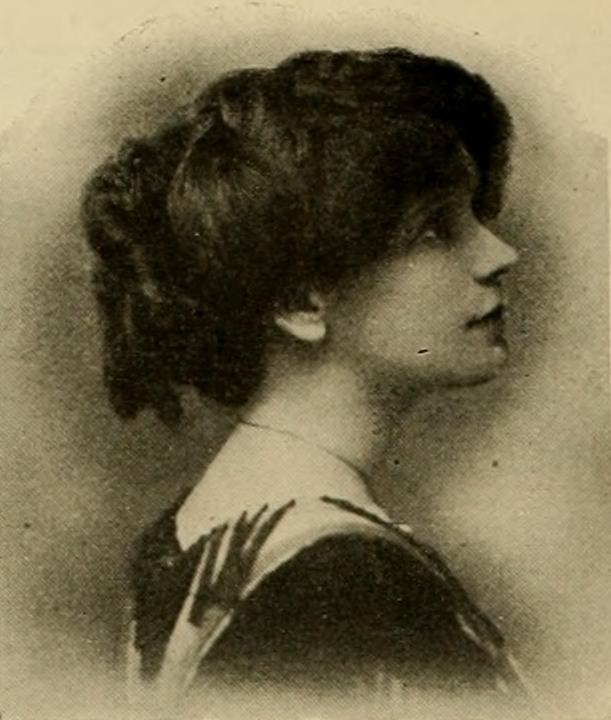
Фото 1914 г.